# Image Entertainment Corporation
Image Entertainment Corporation es una productora de animación canadiense con sede en Montreal, Quebec, Canadá. la empresa fue fundada en 2000 por el presidente de la empresa, Sylvain Viau, y se especializa en animación 2D y 3D para clientes internacionales. La compañía está desarrollando actualmente una nueva serie para niños llamada Spyworld.

## Producciones
- Martin Mystery (2003–2006) - coproducción con Marathon Media y Rai Fiction
- Team Galaxy  (2006–2007) - coproducción con Marathon Media y RAI Fiction
- Totally Spies! (temporada 3–5) (2004–2008) - coproducción  com Marathon Media
- Monster Buster Club (2007–2009) - coproducción con Marathon Media y Jetix Europe
- The Amazing Spiez! (2009–2012) - coproducción con Marathon Media
- Walter and Tandoori (2005–2010) - coproducción con Oasis Entertainment
- Toopyrama - coproducción con  Starz Media
- Walter's Christmas película de 2011 - coproducción con Alliance Films)
- Spyworld - coproducción con Telefilm Canada[5]